# 柴田勝家
柴田勝家（日语：／ Shibata Katsuie，1522年—1583年6月14日），日本戰国時代武將，斯波武衛家庶流，越後新發田城主柴田修理太夫義勝之孫，織田信秀家臣，後來侍奉織田信長及織田信忠。尾張國武家出身，關於勝家早期以及父親柴田勝義的資料有多處不明的地方，出生年份亦有多個說法，包括1522年、1526年及1527年。別名權六，綽號鬼柴田，織田四天王之首。

## 生平

### 信秀家臣時期
出生於尾張國愛知郡上社村（今愛知縣名古屋市名东區），早年是織田信秀的家臣，在織田家中與佐久間信盛並稱『衝鋒柴田』、『撤退佐久間』，信秀死後成為織田信行的家老。1552年信長與清洲城城主織田信友交戰時勝家擔任大將，先是斬殺敵方家老坂井甚介，後又立下了討取三十騎的戰功。1556年8月與林秀貞策劃叛變計劃，試圖推翻織田信長。兩軍最終在稻生原交戰，過程中勝家殺死敵方勇將佐佐孫介（佐佐成政次兄），最終信行方戰敗，勝家被捕後，由於信長母親土田御前的求情，及被織田信長賞識勇武而受用，之後勝家為表示忠誠而剃髮。1557年信行再次謀反，不過計劃被勝家發現，向信長揭發事件，因而使信行遭信長派遣的河尻秀隆暗殺，之後信長命令柴田勝家將信行的兒子津田信澄撫養至成人。

### 信長家臣時期
信行死後，勝家因為是戴罪之身，在桶狹間之戰及對齋藤氏的戰爭都不受信長重用。然而在永祿8年（1565年），與丹羽長秀和佐佐主知被織田信長委任為奉行。勝家直至永祿11年（1568年）才隨著信長參與上洛之戰，身為先鋒戰場突進力極為優秀，在軍事與政務上皆有貢獻，率領織田軍內四先鋒一路攻下城池，替信長開了一條上洛的康莊大道。
永禄12年（1569年）1月、為鎮壓三好三人眾的本圀寺之變，與信長再度上京、4月上旬之前，在京都與畿内擔任行政事務5人組，有著不錯的評價。同年8月、支配南伊勢5郡，參與討伐北畠氏的戰爭。1570年足利義昭向織田信長宣戰，信長包圍網時期不斷跟隨信長作戰，擔任先鋒大將立下了眾多戰功。5月六角氏響應包圍網再次攻擊琵琶湖，柴田勝家被大量的敵人重重包圍，水源又遭壟斷，勝家將水缸打破，讓敵人以為織田軍水源充足，當晚勝家待在部隊最前線衝鋒殺入敵陣，與佐久間信盛、森可成及中川重政奮戰，最後完全殲滅敵軍。
1571年5月參與攻擊長島一向一揆，地形狹窄樹林茂密對織田軍不利，多數織田戰將死於此役，織田軍撤退之時由勝家擔任墊軍，奮戰之下勝家自身也受到重傷，之後墊軍部隊交由氏家直元指揮，直元也在此役陣亡。1573年2月勝家參與對足利義昭攻擊，勝家率領軍隊攻略義昭數城池使其投降，但是被松永久秀從中議和妨礙而失敗。4月跟隨信長攻打足利義昭居城，信長指示勝家放火燒城，義昭逃離京都被逼到槙島城。義昭側近三淵藤英據有二條城，勝家調略下開城投降。7月，勝家擔任攻打槙島城的總大將，七萬人向勝家投降，此後義昭已無任何權勢，逃到毛利氏的勢力範圍，室町幕府實質滅亡。8月份擔任攻打朝倉氏的先鋒，突破朝倉軍陣後以火攻燒毀朝倉大本營一乘谷城，朝倉義景的勢力從此從越前消滅。
1574年第三次攻擊長島一向宗，與佐久間信盛共同指揮攻陷。1575年參與長篠之戰，擋下了攻入防馬欄的真田信綱與真田昌輝兩兄弟的突擊，使真田信綱死於火繩槍的射擊，真田昌輝負傷撤退，不久也傷重逝世。

### 信忠家臣時期
天正4年（1576）年，當信長攻下了越前之後，勝家獲封攻略北陸方面軍團的總大將，下轄越前五人眾：前田利家、原長賴、不破光治、金森長近、佐佐成政，受封北陸越前國國主，領有越前國八郡49萬石和北之庄城，並在越前當地實施日本歷史上首次的刀狩令。1577年，越後國大名上杉謙信出兵攻打加賀，柴田勝家作出迎擊，雙方在手取川交戰，柴田勝家和羽柴秀吉發生了戰術上的衝突，之後秀吉自行率軍撤退。勝家因無法單獨對抗上杉謙信而收軍撤退。消息快速的傳入上杉謙信的耳裡，謙信在夜中追擊被手取川河水暴漲所擾的織田軍，勝家在當下做出了正確的判斷，命令全軍撤退並親自殿軍，所幸如此織田軍沒有失去任何重要將領，而勝家本人也相安無事回歸。
手取川之戰後，上杉謙信急病逝去，而上杉家繼承人出現了內亂。1580年勝家完全平定在北陸地區作亂了90多年的加賀一向一揆，這是朝倉氏歷代與朝倉宗滴不曾做到的壯舉。1581年以越前眾的身份參與京都舉行的馬揃活動，同年為防範上杉軍透過伊達家臣遠藤基信與伊達氏外交並聯手。
1582年3月攻擊上杉氏的魚津城及松倉城，6月3日攻克魚津城後，包圍松倉城時，得知主君織田信長在本能寺身亡，勝家嘗試前往京都了解情況，但軍隊受到上杉軍的追擊，未能前往京都。於6日當晚撤軍返回北之庄城。。

### 本能寺之變後時期
本能寺之變後，柴田勝家與豐臣秀吉分歧變大，清州會議決定織田家繼承人問題，會議後勝家雖然增加了北近江3郡及長濱城共6萬石的領地，但秀吉增加了河內、丹波及山城共70萬石，織田家繼承人確定為信長長孫三法師（織田秀信）。不久，柴田勝家迎娶織田信長之妹阿市。試圖拉攏瀧川一益及織田信孝與秀吉對抗，秀吉趁著北陸大雪封山之際，對留守長濱城的勝家養子柴田勝豐進行壓迫與懷柔。包圍岐阜的織田信孝使其屈服。天正11年（1583年）正月，秀吉對瀧川一益的北伊勢發動7萬大軍爭討。一益於3月兵敗逃亡。隨一益及信孝失利，秀吉矛頭直指向勝家。
天正11年（1583年）3月12日，勝家進軍北近江，與北伊勢的秀吉對峙（賤岳之戰），此前，勝家向毛利家保護的足利義昭去信，要求毛利出兵夾擊未果。持久戰之後，勝家派遣姪子佐久間盛政突襲敵軍殺死中川清秀，但是盛政違反軍令拒絕撤退，4月16日，秀吉擊敗再度舉兵的信孝與一益後，自岐阜進攻勝家在賤岳的大岩山砦，盛政在山砦中被擊潰。之後前田利家又忽然率軍撤退，丹羽長秀也解除了琵琶湖水道的封鎖，使兵力較少的柴田軍戰敗。戰後羽柴軍大舉包圍勝家居城北之庄城，勝家原諒前田利家在賤岳之戰不出手相救的舉動，並讓利家和自己的家臣們去追隨秀吉，4月24日，妻子阿市與80多位家臣跟隨勝家一同自盡身亡，家臣中村聞荷齋擔任介錯。辭世之句是（夏夢無常一世名，杜鵑凄鳴上雲霄。）福井縣福井市及滋賀縣高島市幡岳寺現時保存了勝家的牌位。
昭和3年（1928年）11月10日贈從三位。

## 人物·逸事
- 傳教士路易斯·弗洛伊斯對勝家的評價如下。
  - 信長最信任的兩個將領之一。
  - 勇猛果敢，戎馬一生。
  - 本人信仰佛教禪宗，但也不排斥其他的宗教。
  - 對於傳教士在自己領地內的傳教活動持開放態度完全不干涉。
- 因勇猛的性格和作戰方式，有著衝鋒柴田、鬼柴田和破瓶柴田等稱號。
- 賤岳會戰後，對於提早撤退的前田利家不但不加責怪，反而送還利家的人質，並建議利家：「你跟秀吉的關係很好，請務必投入他的旗下，不要跟我一樣走錯路了」。回到北庄城後，對於背離的家臣一樣不加責怪，並且鼓勵其他願意效忠到最後的家臣繼續活下去。
- 日本歷史上第一個施行刀狩令的大名。

## 家臣·與力
一門衆
- 勝里 - 勝家的庶子。
- 勝忠 - 勝家的么子。
- 吉田次兵衛 - 姊婿。
- 勝全 - 依『近江仲島文書』紀錄推定可能與柴田勝定是同一人物。

- 勝豐
- 勝敏（勝久） - 傳說是勝家之妹的兒子或親生子，賤岳之戰兵敗被捕押往近江佐和山處死。
- 勝政 - 佐久間盛次的三男
- 勝春 - 勝家庶兄之子。

御由緒家
- 原田直政（塙直政）
- 佐久間盛次
- 佐久間盛政
- 保田安政（佐久間安政）
- 佐佐勝之（佐久間勝之）

家内(旗本)眾
- 柴田彌右衛門
- 中村宗教（文荷齋）
- 中村與左衛門
- 佐久間十藏

- 織田順元
- 拝郷家嘉
- 毛受茂左衛門
- 毛受勝照

- 毛受勝兵衛
- 坂源次郎（蒲生鄉成）

柴田勝豐家臣
- 木下一元 -  柴田勝豐的譜代家老
- 山路正國 - 北伊勢眾豪族。
- 關盛吉-  北伊勢眾豪族，關盛信之子。
- 德永壽昌 - 越前眾豪族，長濱城代。

- 大鐘貞綱 - 越前衆豪族，丸岡城代。
- 龜田高綱 - 加賀眾豪族，龜田宗俊之子。

佐久間盛政家臣
- 保田知宗
- 安井家清
- 近藤無一

其它家臣
- 上坂左文（蒲生鄉可）
- 住友政行
- 毛屋武久
- 山中長俊 - 柴田家家老
- 高山友照 - 客將

與力大名
- 蒲生賢秀-南近江方面為信長警衛安土城附近的與力大名。
- 永田景廣
- 佐佐成政 -主要負責攻略越中方面軍團旗頭的與力大名。
- 不破光治信長直臣。

- 不破直光 - 不破光治之子。
- 金森長近主要負責攻略飛驒方面軍團旗頭的與力大名。
- 金森可重 - 金森長近之子。
- 徳山則秀

- 原長頼
- 前田利家 - 主要負責攻略能登方面軍團旗頭的與力大名。
- 前田利長 - 前田利家之子。

## 登場作品
影視劇
- THE LEGEND & BUTTERFLY（2023年、東映、演：池內萬作）
- 怎麼辦家康（2023年、NHK大河劇、演：吉原光夫）

遊戲
- 戰國無雙系列 &無雙OROCHI系列（光榮公司開發，竹本英史配音）